# ビリー・ジョーンズ (1987年生のサッカー選手)
ビリー・ジョーンズ（Billy Jones、1987年3月24日 - ）は、イングランド・シュルーズベリー出身の元プロサッカー選手。現役時代のポジションは、ディフェンダー。

## 経歴

### クラブ
クルー・アレクサンドラFCの下部組織出身。2003年10月のダービー・カウンティFC戦で、弱冠16歳にしてトップチームデビューを果たした。2007年6月、プレストン・ノースエンドFCに移籍。
2011年6月、プレミアリーグのウェスト・ブロムウィッチ・アルビオンFCにフリーで加入。契約は3年。
2014年5月、WBAとの契約延長を拒否しサンダーランドAFCにフリーで加入。
2018年7月20日、ロザラム・ユナイテッドFCに2年契約で移籍。

### 代表
年代別のイングランド代表歴がある。